# Edwin Blanck

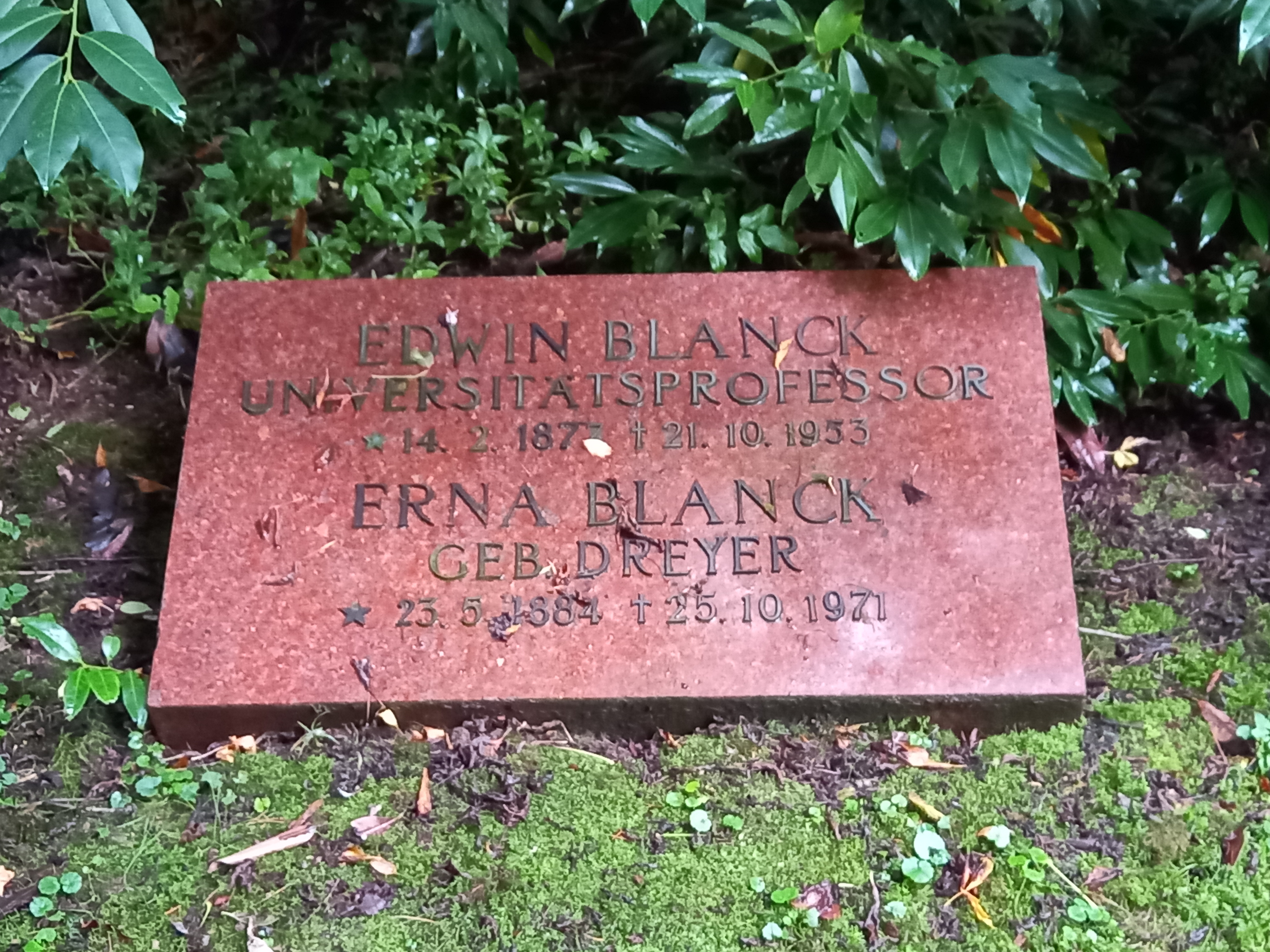
Das Grab von Edwin Blanck und seiner Ehefrau Erna geborene Dreyer auf dem Stadtfriedhof Göttingen

Edwin Blanck (* 14. Februar 1877 in Neubrandenburg (Mecklenburg); † 21. Oktober 1953 in Göttingen) war ein deutscher Bodenkundler. Mit der Herausgabe eines elfbändigen "Handbuches der Bodenlehre" hat er die Entwicklung der deutschsprachigen Bodenkunde in der ersten Hälfte des 20. Jahrhunderts nachhaltig geprägt.

## Laufbahn
Edwin Blanck, Sohn des Neubrandenburger Kaufmanns Carl Blanck, studierte Chemie und Geologie in Berlin und Rostock. Seit dem Studium gehörte er dem Akademischen Gesangverein Redaria Rostock (seit 1920 Rostocker Burschenschaft Redaria) an. Er wurde 1901 an der Universität Heidelberg mit einer Dissertation über das Kolloidverhalten anorganischer Salze promoviert. Dann arbeitete er mehrere Jahre lang in landwirtschaftlichen Versuchsstationen und agrikulturchemischen Universitätslaboratorien.
1913 wurde er Abteilungsvorsteher der Landwirtschaftlichen Versuchsstation Rostock. Von 1918 bis 1921 war er ordentlicher Professor an der Landwirtschaftlichen Hochschule Tetschen-Liebwerd. 1921 folgte er einem Ruf an die Universität Göttingen. Nach der Machtübergabe unterzeichnete er das Bekenntnis der Professoren an den deutschen Universitäten und Hochschulen zu Adolf Hitler und zum nationalsozialistischen Staat, einen Wahlaufruf zum 11. November 1933. Als Direktor des Agrikulturchemischen und Bodenkundlichen Instituts wirkte er hier bis zu seiner Emeritierung im Jahre 1945.
Edwin Blanck war seit 1904 mit Erna, geb. Dreyer (* 1884), Tochter des Neubrandenburger Färbereibesitzers Friedrich Dreyer (1837–1891) verheiratet.

## Forschungsschwerpunkte
Schwerpunkte seiner experimentellen Arbeiten waren Untersuchungen auf den Gebieten der Verwitterungslehre und der Bodengeographie. In zahlreichen Versuchen beschäftigte er sich mit praxisorientierten Fragen der Mineral-, Stallmist- und Jauchedüngung.
Ein wichtiges Tätigkeitsfeld war für ihn die kritisch-systematische Zusammenfassung wissenschaftlicher Erkenntnisse. Neben populärwissenschaftlichen Büchern über Pflanzenernährung und Düngung veröffentlichte er 1927 gemeinsam mit Emil Haselhoff ein „Lehrbuch der Agrikulturchemie“.
Blancks bedeutendste wissenschaftliche Leistung ist das von ihm herausgegebene elfbändige „Handbuch der Bodenlehre“ (1929–1939).
Dieses Handbuch mit Beiträgen von führenden Bodenkundlern und Vertretern benachbarten Disziplinen gilt als das Jahrhundertwerk bodenkundlicher Fachliteratur in Deutschland. Es hatte nachhaltigen Einfluss auf die weitere Entwicklung der Bodenkunde als wissenschaftliche Disziplin. Mit diesem Werk erwarb sich Blanck hohes internationales Ansehen. Von seinen eigenen Beiträgen in diesem Handbuch ist hervorzuheben die für das Disziplinverständnis grundlegende Abhandlung „Die Bodenlehre oder Bodenkunde als Wissenschaft“ (Bd. 1, 1929).
Blanck gehörte zu den Mitherausgebern der Zeitschriften „Chemie der Erde“ (seit 1914), „Journal für Landwirtschaft“ (1921–1936) und „Zeitschrift für Pflanzenernährung, Düngung, Bodenkunde“ (1950–1952). 1950 wurde er zum Präsidenten der
Deutschen Bodenkundlichen Gesellschaft gewählt.

## Hauptwerke
- Lehrbuch der Agrikulturchemie (gemeinsam mit Emil Haselhoff), 4 Teile. Gebrüder Bornträger, Berlin 1927–1929.
- Handbuch der Bodenlehre (herausgegeben von E. Blanck). 10 Bände. Julius Springer, Berlin 1929–1932, Ergänzungsband 1939.
- Einführung in die genetische Bodenlehre als selbständige Naturwissenschaft und ihre Grundlagen. Vandenhoeck & Ruprecht, Göttingen 1949.